# Regional African Satellite Communication Organization
Regional African Satellite Communication Organization (RASCOM) est une organisation intergouvernementale pan-africaine composée de 45 pays dont le siège se trouve à Abidjan chargée de définir les services de télécommunications à bas coûts basés sur la technologie spatiale en liaison avec les opérateurs en télécommunications de ces pays. Cette organisation a été fondée le 27 mai 1992 à Abidjan en Côte d'Ivoire.
Souhaitant se doter, pour quatre cents millions de dollars, d'un satellite de communication africain qui ferait économiser les cinq cents millions de dollars annuels versés pour la location des satellites occidentaux, les gouvernements africains se heurtent au véto de la Banque mondiale et du FMI. Le dirigeant libyen Mouammar Kadhafi décide alors de prendre en charge 75 % des coûts de construction du satellite, tandis que la Banque africaine de développement (BAD) et la Banque ouest-africaine de développement (BOAD) prennent à leurs charges 25 % afin de concrétiser le projet.

## Historique
Quel que soit l’indicateur considéré (densité téléphonique, taux de pénétration des télécommunications en zones rurales, disponibilité et efficacité des services de télécommunication), l’Afrique, prise globalement, reste le continent qui connaît la plus grande arriération dans le développement des télécommunications.
De plus, la quasi inexistence de liaisons directes entre les pays africains, les obligent, pour communiquer entre eux, à transiter par l’Europe ou les États-Unis d'Amérique, occasionnant des charges qui s’élèvent à plusieurs millions de dollars américains par an.
Les dirigeants africains de plus en plus conscients du rôle moteur des télécommunications dans le processus de développement économique et reconnaissant que les investissements dans les télécommunications, d’une part, permettent de relever considérablement le niveau de productivité et d’efficacité de tous les autres secteurs, et d’améliorer la qualité de vie, et, d’autre part, constituent un élément de motivation pour tout investisseur, ont décidé, après plusieurs concertations, de conjuguer leurs efforts afin de doter le continent africain d’une infrastructure de télécommunications capable de soutenir le développement durable des télécommunications sur le continent et dans chaque pays africain, avec un accent particulier sur la desserte des zones rurales.
À la suite de ces observations une première étude de faisabilité a été menée entre 1987 et 1990, impliquant 50 pays africains et utilisant 600 experts africains. Diverses organisations internationales ont aussi participé : l'UIT, le PNUD et la BAD. Les conclusions de cette étude ont été adoptées par les ministres de télécommunication africains en février 1991 à Abuja au Nigeria. Voici les deux points majeures de ces conclusions :
- Un satellite de télécommunications répondant à des spécifications bien définies est le meilleur choix technologique pour satisfaire de manière globale et optimale les besoins de télécommunication en Afrique. En effet le développement de réseaux à base de cuivre ou fibre optique se heurte à la faible densité de population de certaines régions (par exemple 3 hab/km2 en Mauritanie).

- Ce système n’est économiquement et financièrement viable que s’il est conçu à l’échelle du continent. L'argument financier est central au problème : les pays africains déboursent par année 500 millions de dollars pour payer l'utilisation des satellites européens et américains alors que le coût d'achat et de mise en orbite d'un seul satellite reviendrait à 400 millions de dollars[2].

Une deuxième réunion de ces ministres a eu lieu en mai 1992 à Abidjan afin de mettre à exécution les conclusions de l'étude et créer RASCOM.
L'organisation s'est à ses débuts heurtée à quelques problèmes financiers, principalement dans la réunion de la somme nécessaire à l’investissement initial nécessaire au projet, ce qui ralentit le développement de celui-ci. Le pas a été franchi grâce à la contribution décisive de 300 millions de dollars de la part de la Libye (Jamahiriya arabe libyenne à cette époque), de 50 millions de la part de la BAD et de 27 millions de la BOAD.
Le développement du projet s'est fait sous la forme d'un partenariat public-privé et l'entreprise Alcatel Spacecom a été sélectionnée en tant que partenaire technologique.

## Missions
La mission de RASCOM est de concevoir, mettre en œuvre, exploiter et entretenir le secteur spatial du système de télécommunication par satellite de l’Afrique et traduire en services et outils pour l’intégration africaine, toutes les possibilités offertes par les satellites en y associant, si nécessaire, toute autre technologie appropriée. RASCOM doit permettre d’atteindre les objectifs suivants :
- Fournir une infrastructure de télécommunications à grande échelle à moindre coût aux zones rurales du continent en utilisant une technologie appropriée ;
- Améliorer et/ou développer les communications interurbaines dans chaque pays ;
- Établir des lignes directes entre tous les pays africains sans exception ;
- Fournir des facilités pour les émissions radio et télévision dans chaque pays et permettre la réalisation des échanges de programmes radio et télévision entre les pays africains ;
- Soutenir la connectivité internationale : poursuivre la connexion là où d’autres ne peuvent pas aller ;
- Fournir un éventail de services, voix, données, multimédia, télé-éducation, télé-médecine, conférence vidéo, etc.

## Membres
À mars 2005, 45 pays africains sur un total de 53 pays ont signé la Convention de RASCOM :
| - Algérie - Tunisie - Égypte - Libye - Bénin - Mauritanie - Burkina Faso - Cap-Vert - Côte d'Ivoire - Gambie - Ghana - Guinée - Guinée-Bissau - Liberia - Mali - Niger - Nigeria - Sénégal - Sierra Leone - Togo | - Algérie - Tunisie - Égypte - Libye - Bénin - Mauritanie - Burkina Faso - Cap-Vert - Côte d'Ivoire - Gambie - Ghana - Guinée - Guinée-Bissau - Liberia - Mali - Niger - Nigeria - Sénégal - Sierra Leone - Togo | - Afrique du Sud - Angola - Burundi - Cameroun - République centrafricaine - République du Congo - République démocratique du Congo - Gabon - Lesotho - Ouganda - Namibie - Soudan - Eswatini - Tchad - Zambie - Zimbabwe | - Afrique du Sud - Angola - Burundi - Cameroun - République centrafricaine - République du Congo - République démocratique du Congo - Gabon - Lesotho - Ouganda - Namibie - Soudan - Eswatini - Tchad - Zambie - Zimbabwe | - Comores - Djibouti - Érythrée - Éthiopie - Kenya - Malawi - Maurice - Mozambique - Tanzanie | - Comores - Djibouti - Érythrée - Éthiopie - Kenya - Malawi - Maurice - Mozambique - Tanzanie |

À la même date, les opérateurs de télécommunication y compris des organes de régulation de ces pays, au nombre de 43, ont signé l'Accord d’exploitation de RASCOM, seuls la Namibie et le Lesotho ne l'ont pas fait.

## RASCOM-QAF 1
Le premier satellite de la flotte, de type  Spacebus, a été lancé par une fusée Ariane 5 du centre spatial de Kourou le 21 décembre 2007.  La Libye et la Côte d'Ivoire en sont les principaux contributeurs financiers.
Il devra entrer en service sur la position 2.85 Est pour une couverture du continent africain, une partie du sud de l’Europe et une partie du Moyen-Orient.
Il fournira des services de télévision, de téléphonie, de transfert de données, de connexion Internet et VSAT en bande C et Ku.
À la suite de son lancement le 22 décembre 2007, un problème au niveau d’un sous-ensemble a provoqué une fuite d’hélium pressurisé empêchant sa mise sur orbite.
Le 8 janvier 2008 le fabricant du satellite Thales Alenia Space a démarré une procédure de remise sur orbite qui a duré 4 semaines.
L’orbite a bien été atteinte mais la durée de vie du satellite a été réduite à 2 ans au lieu de 15 ans.

## Les services
Actuellement les communications entre des pays africains doivent passer par l'Amérique ou l'Europe, ce qui représente un coût important. De plus le système RASCOM offre une vaste gamme de services à l’ensemble de la communauté des télécommunications, depuis les opérateurs de réseaux de télécommunication (TELCOS), qu’ils soient publics ou privés, jusqu’aux sociétés de diffusion de programmes audio et vidéo.
Cette offre se décline en trois grandes classes de services :
Téléphonie intégrée
Ces services spécifiques au système RASCOM permettent de réaliser l’accès universel aux services de téléphonie, de télécopie, transmission de données, accès internet, réception audio/vidéo Grâce à des réseaux de petits terminaux satellites, les zones rurales et périurbaines se voient enfin dotées de l’infrastructure vitale permettant d’offrir à tous et à un très faible coût l’accès aux services de communication
Commutation à faible débit
Ces services, permettant une interconnexion directe à la demande pour des échanges à faible ou moyen débit entre tout point du continent Africain et avec l’Europe et le Moyen-Orient, sont particulièrement adaptés à l’acheminement du trafic interurbain et aux liaisons internationales à faible densité de trafic
Location de transpondeurs
Ces services, offerts à des coûts de location très compétitifs, permettent l’établissement d’artères à haut débit, la diffusion de programmes audio et vidéo, le support d’applications telles que la télémédecine, le télé-enseignement...

## Rascomsatar (Rascomsatar-QAF)
Rascomstar est une compagnie privée enregistrée à l'Île Maurice chargée de la mise en œuvre et de l’exploitation du premier projet de télécommunication satellitaire dédié au continent africain, sous la tutelle de Rascom.